# Kreuzweg (Gerchsheim)
Der Kreuzweg in Gerchsheim, einem Ortsteil von Großrinderfeld im  Main-Tauber-Kreis in Baden-Württemberg, umfasst vierzehn Stationen und führt von der Pfarrkirche St. Johannes der Täufer über den Stationsbergweg bis zur Kriegergedächtniskapelle hinauf. Es handelt sich um gusseiserne Kreuzwegstationen mit Abschlusskreuz, die um 1900 errichtet wurden. Der Freilandkreuzweg steht unter Denkmalschutz.

## Kreuzwegstationen
Der Gerschsheimer Kreuzweg umfasst 14 Stationen mit den folgenden Inschriften:

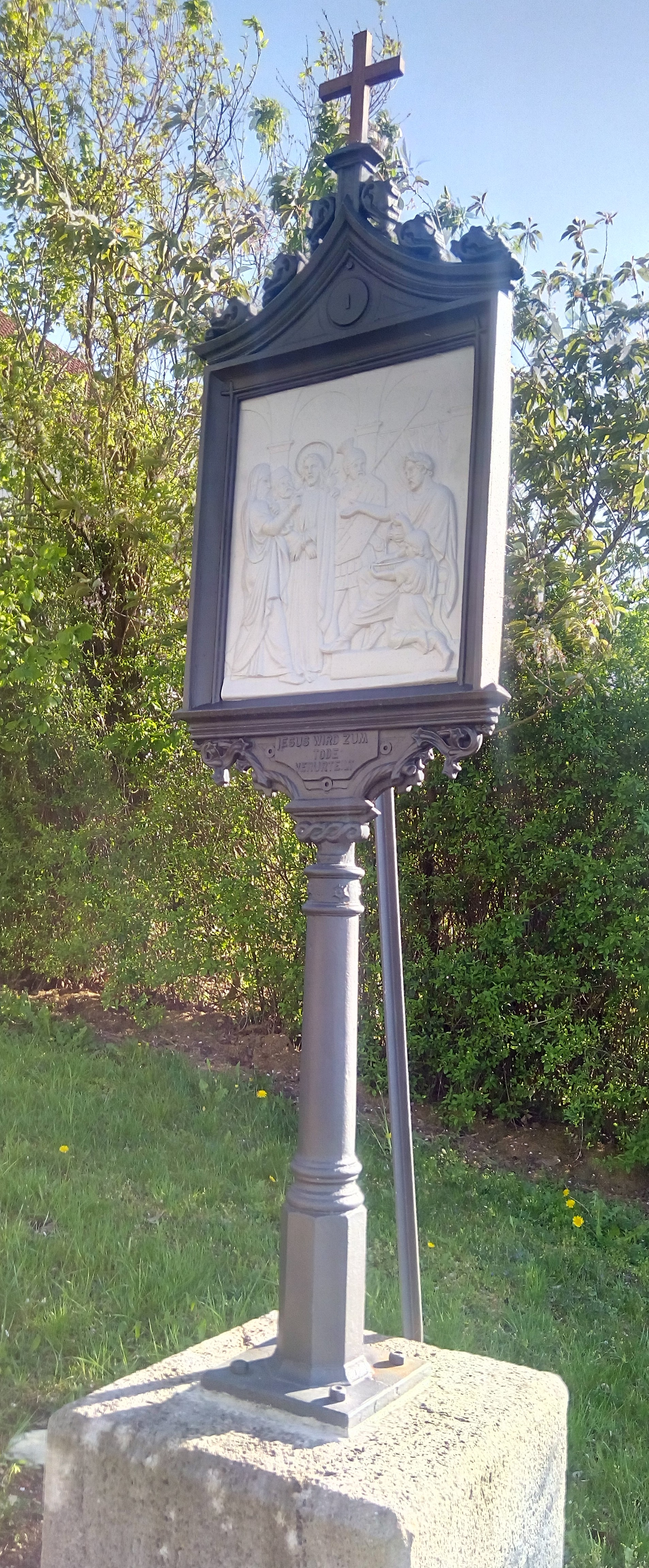
I. Jesus wird zum Tode verurteilt
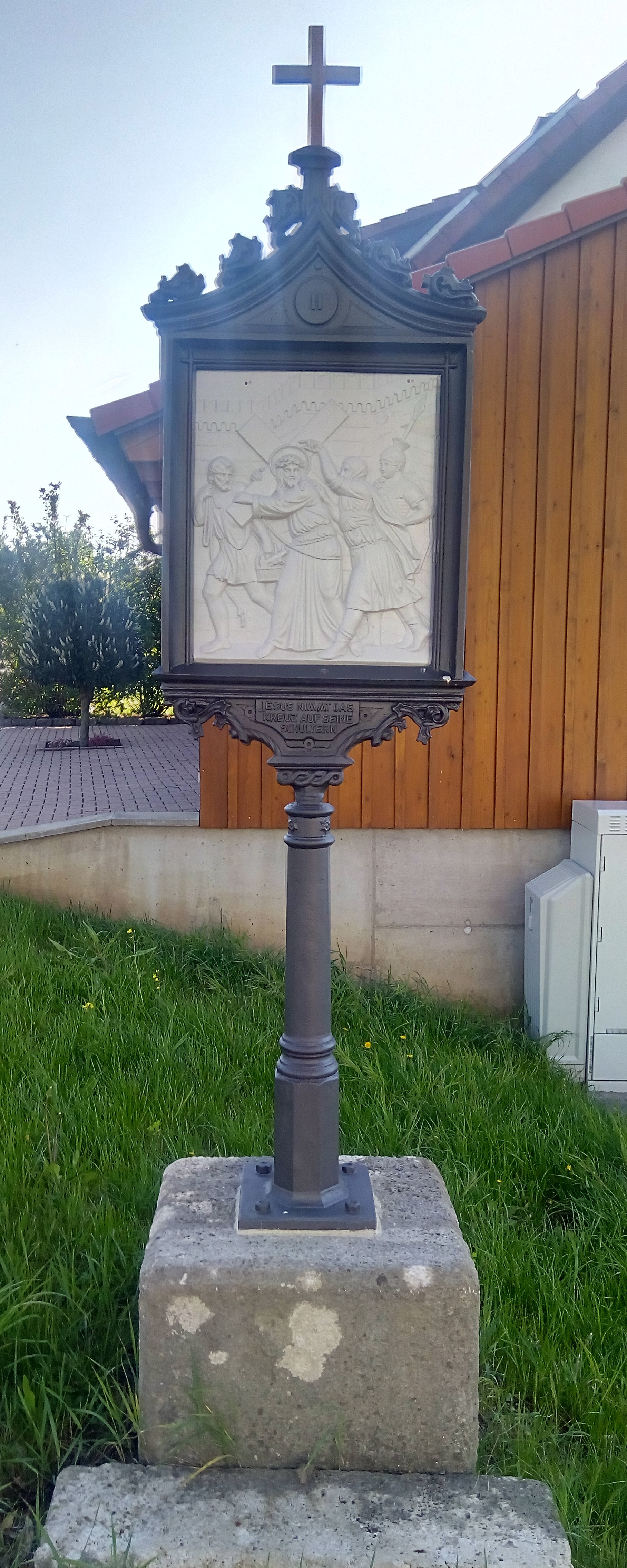
II. Jesus nimmt das Kreuz auf seine Schultern
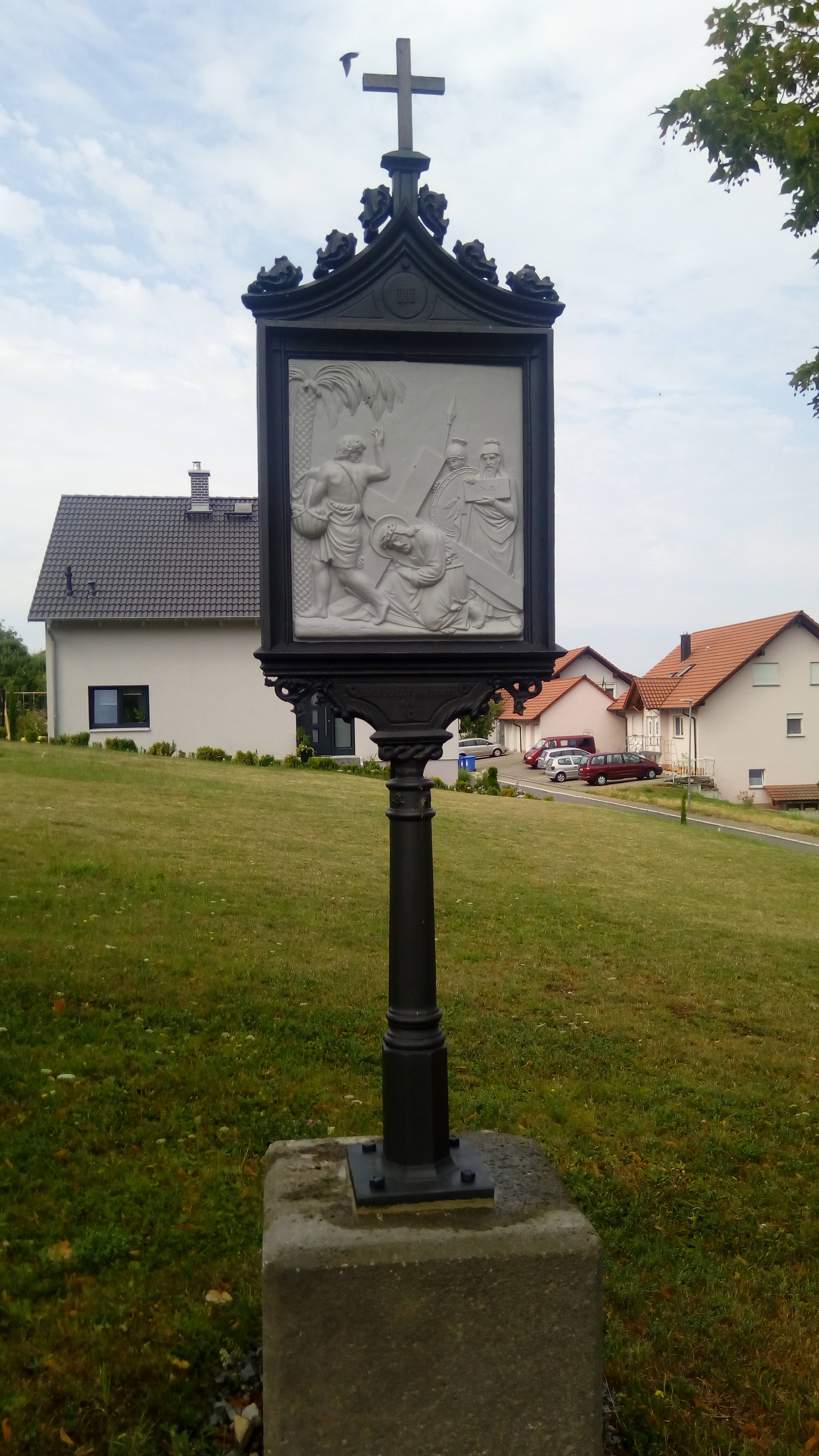
III. Jesus fällt das erste Mal
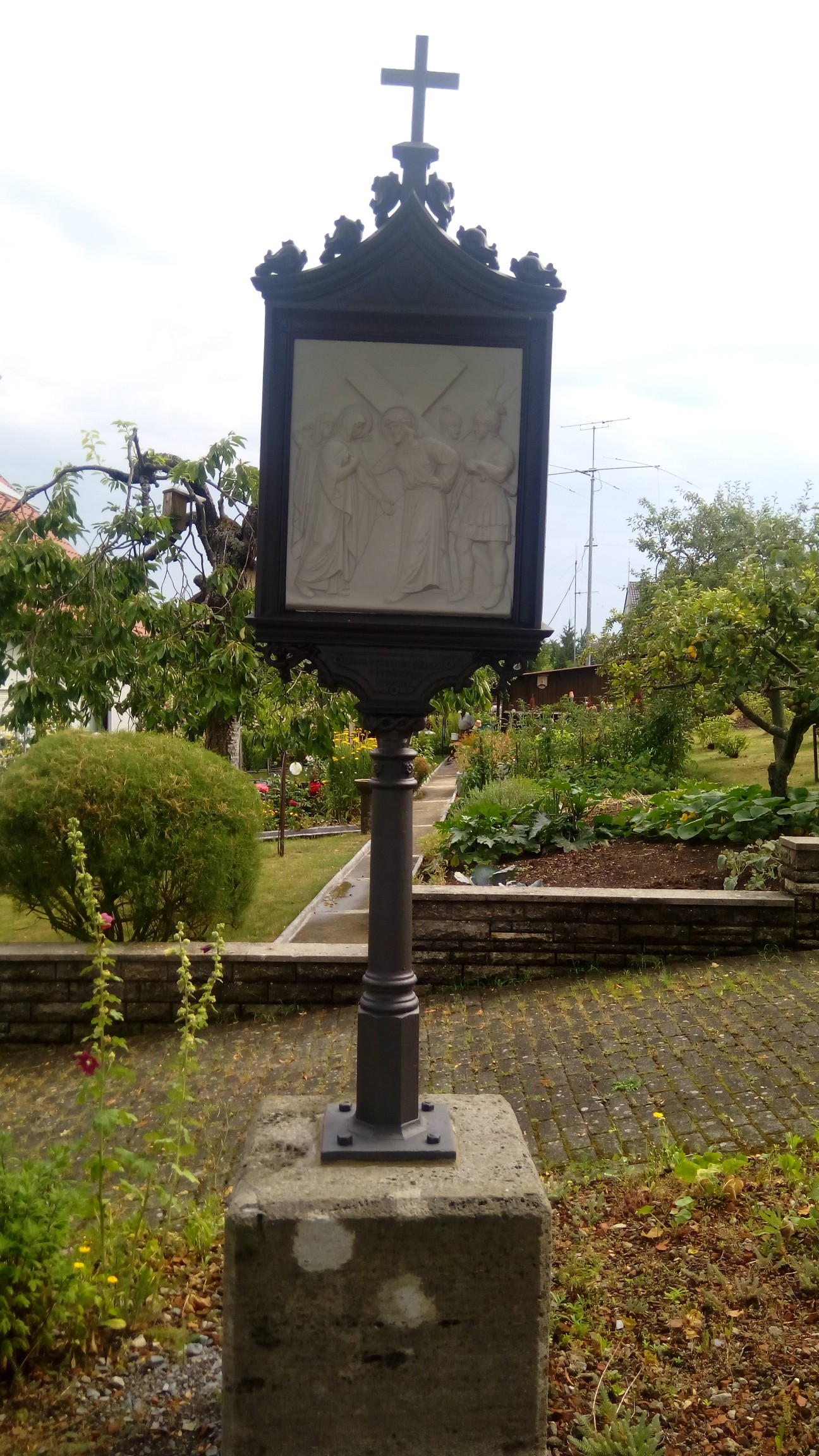
IV. ...
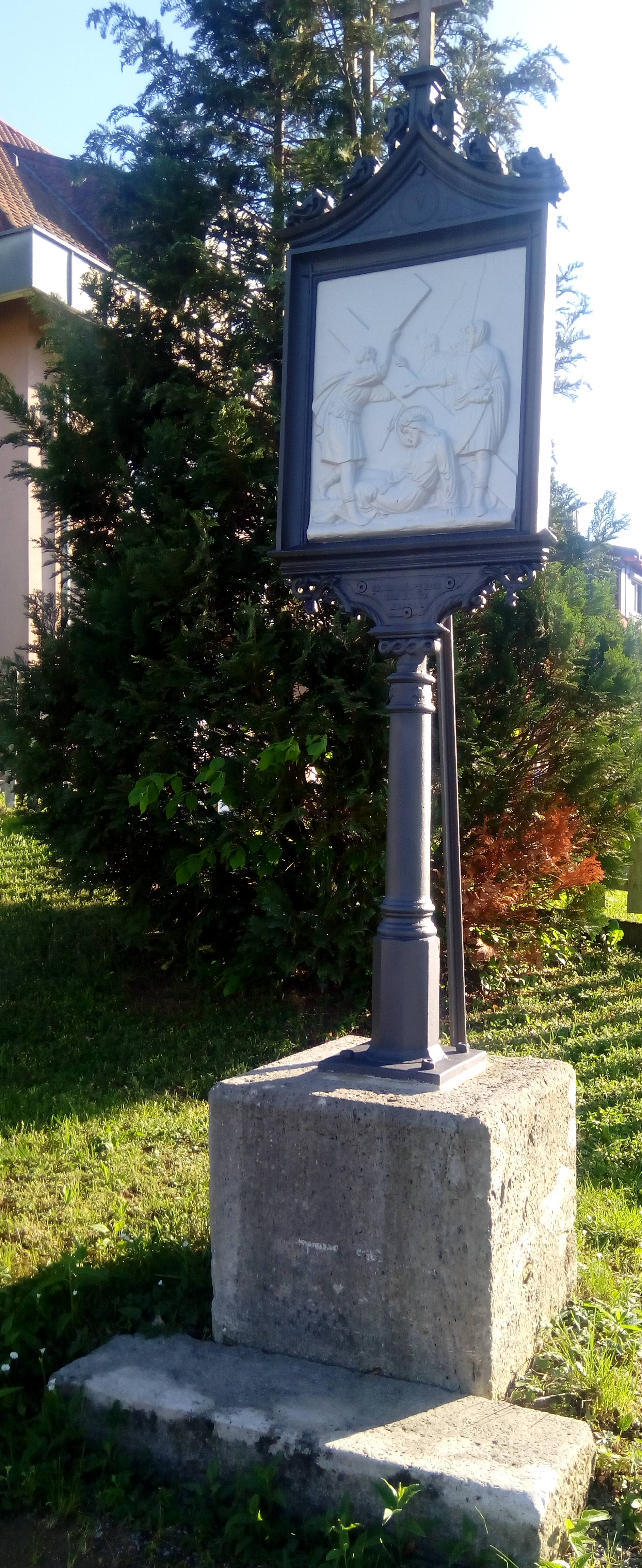
V. Simon hilft Jesus das Kreuz tragen
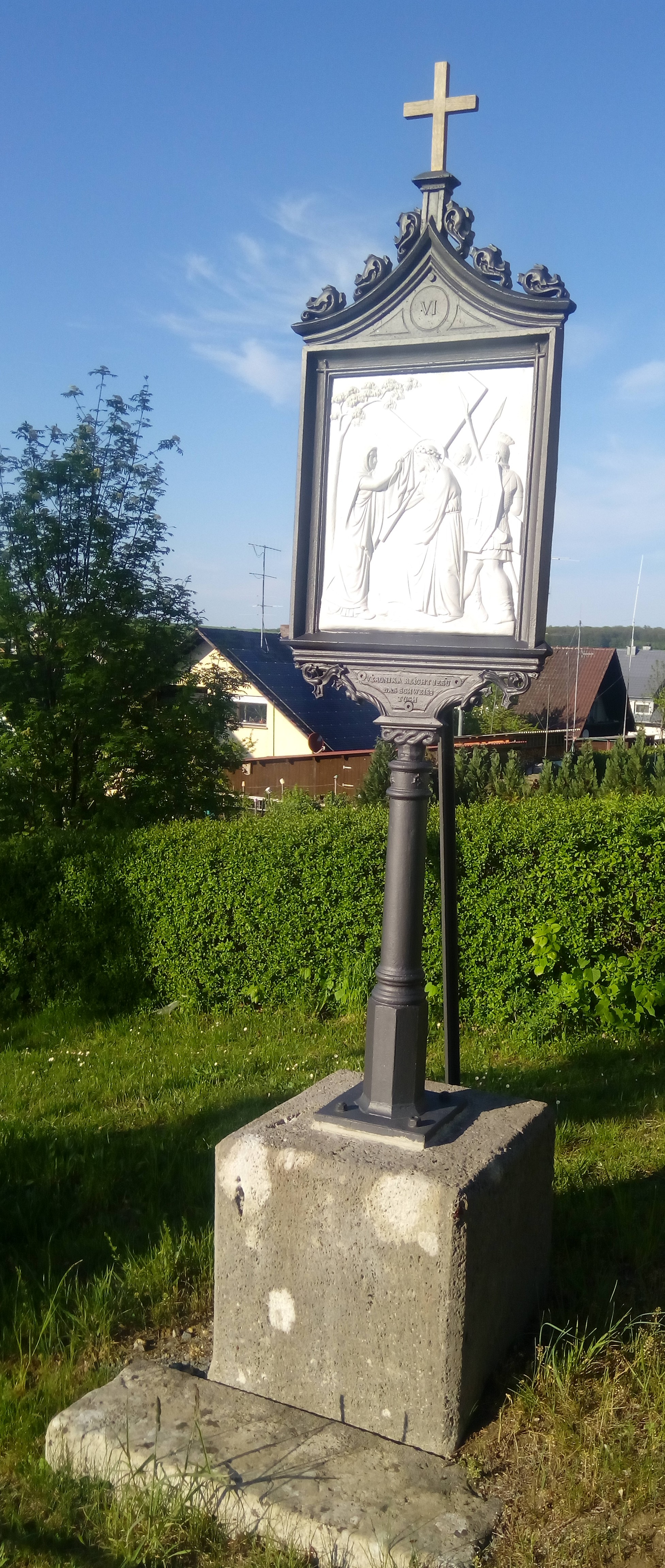
VI. Veronika reicht Jesus das Schweißtuch
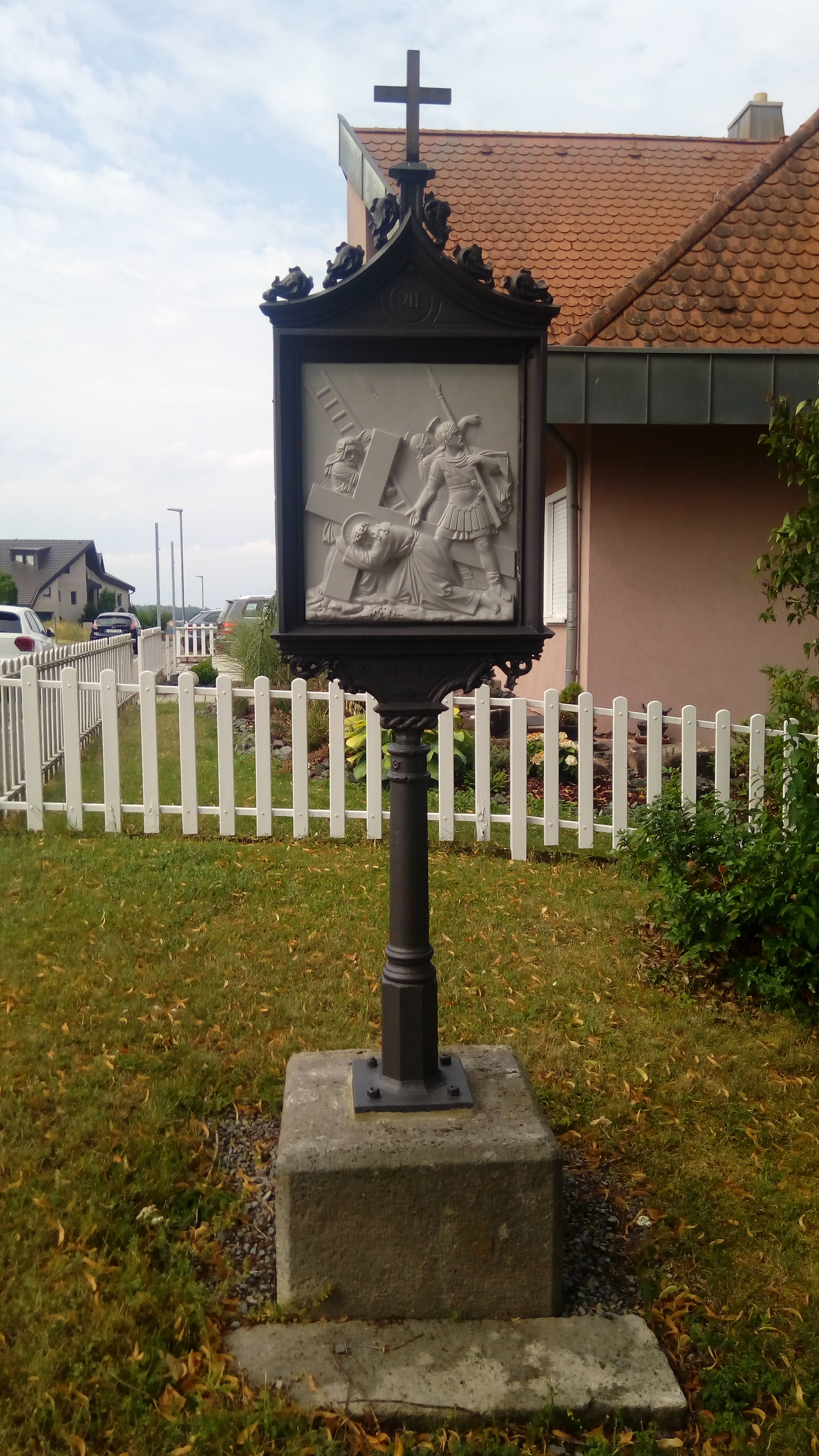
VII. Jesus fällt das zweite Mal
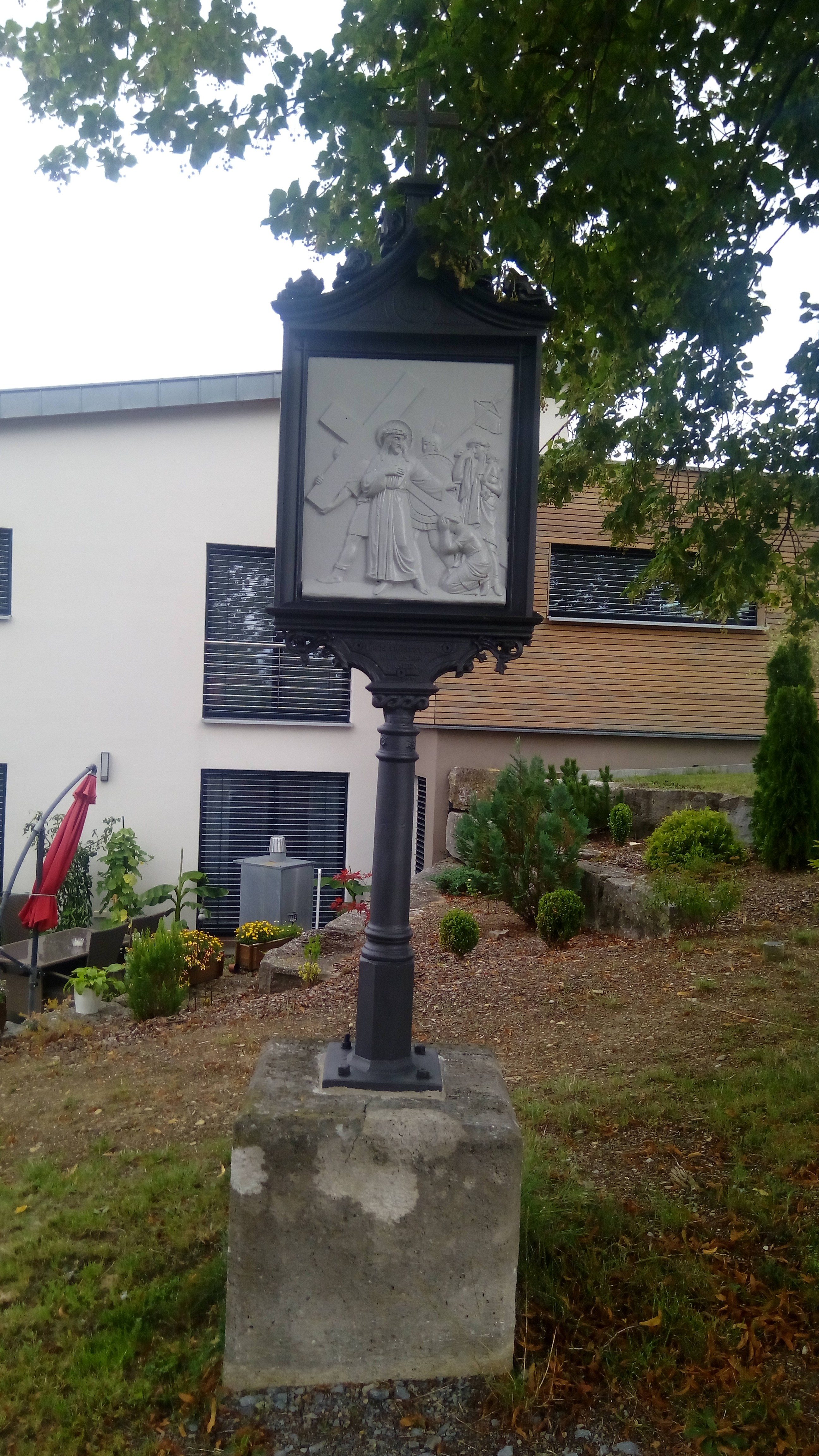
VIII. Jesus tröstet die weinenden Frauen
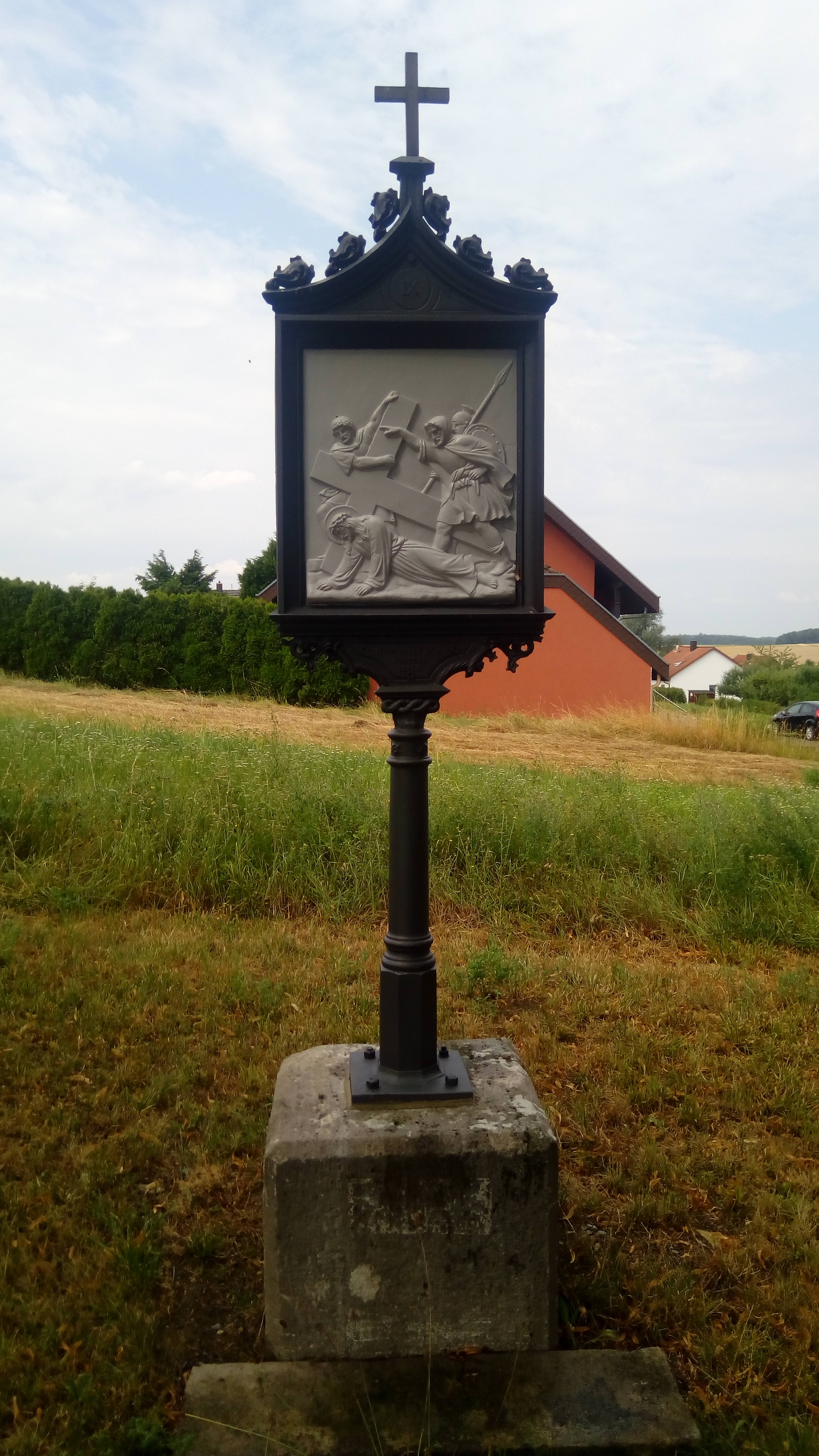
IX. Jesus fällt das dritte Mal
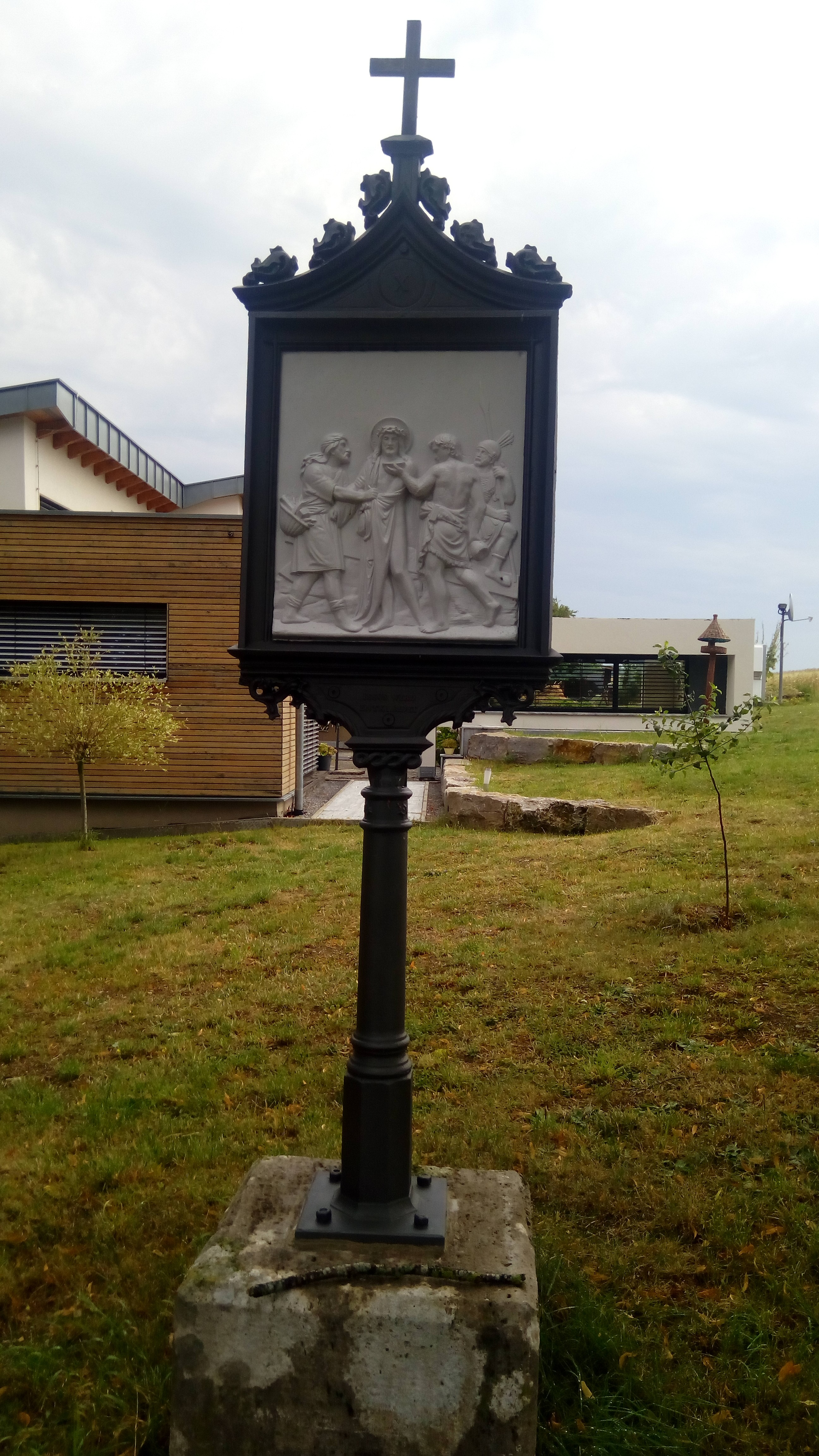
X. Jesus wird seiner Kleider entraubt
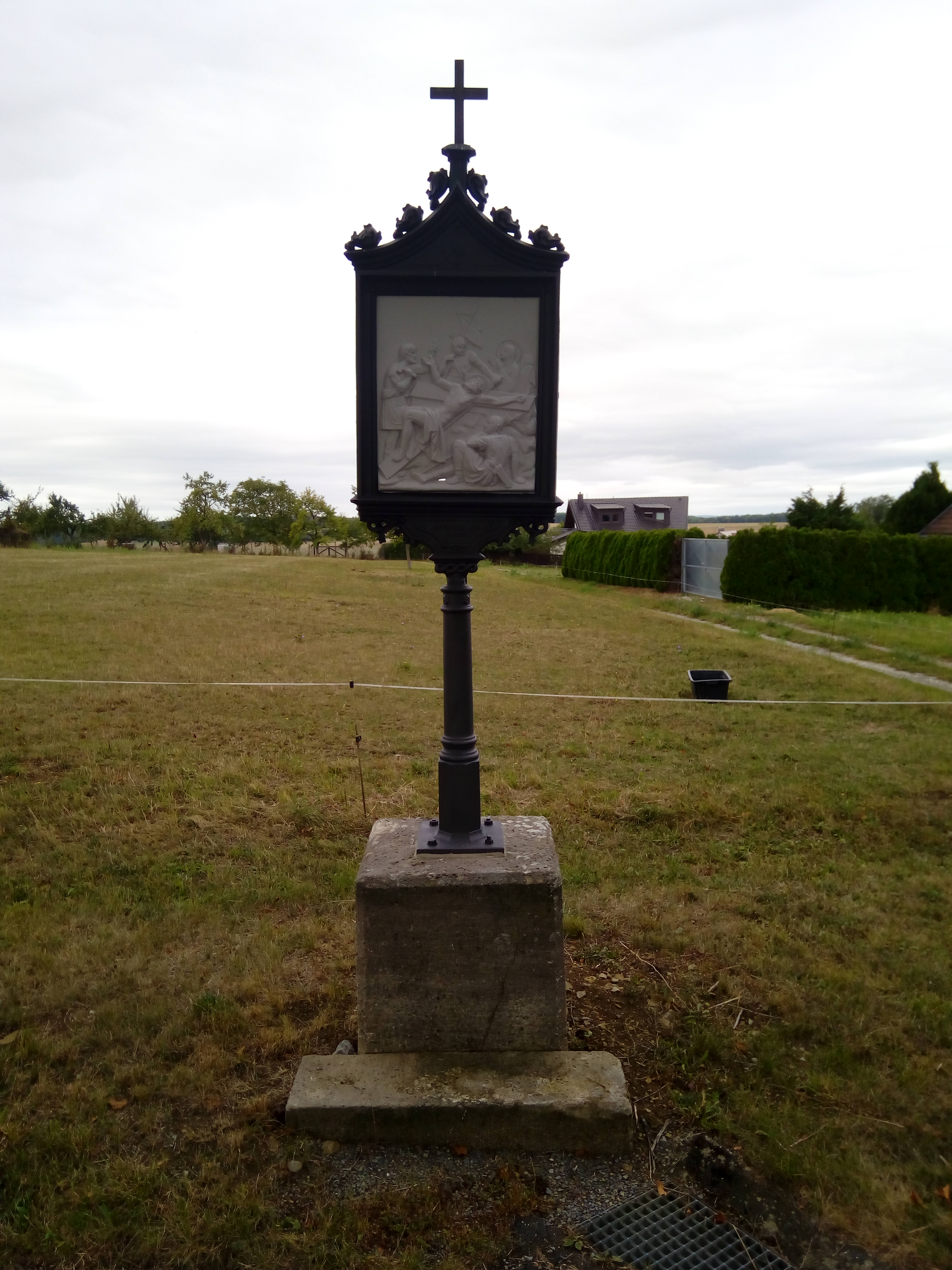
XI. ...
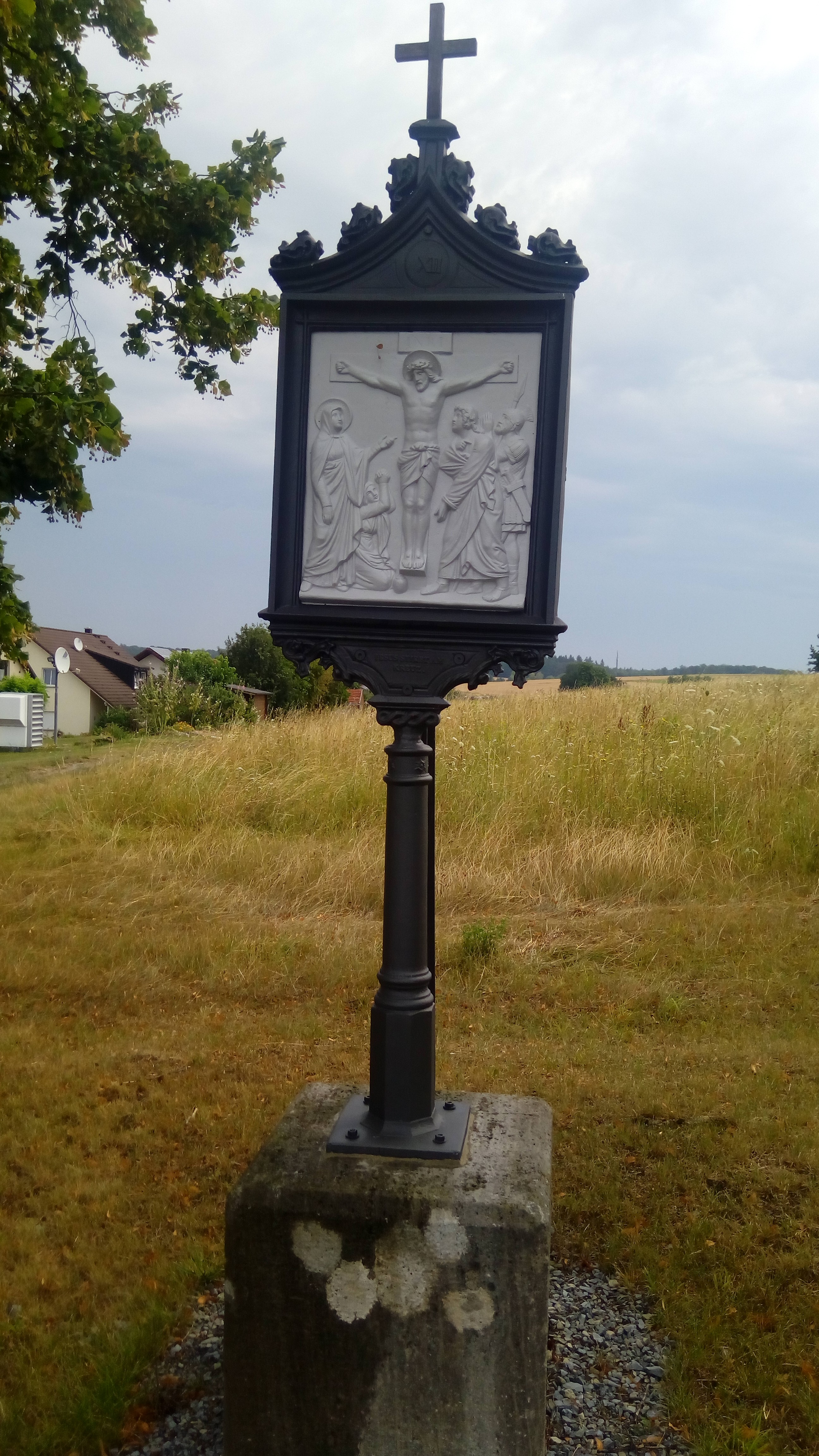
XII. Jesus stirbt am Kreuz
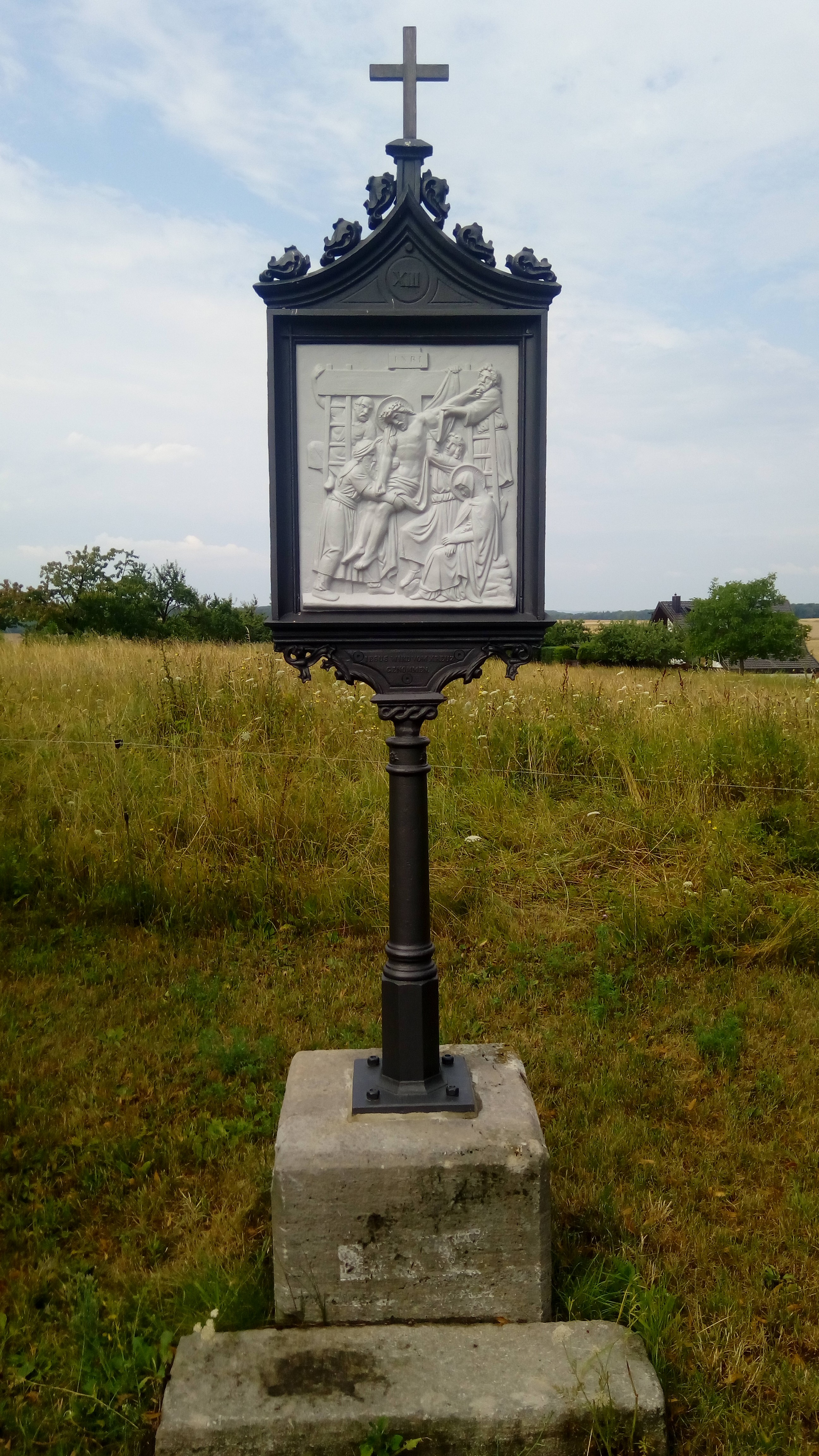
XIII. Jesus wird vom Kreuz genommen
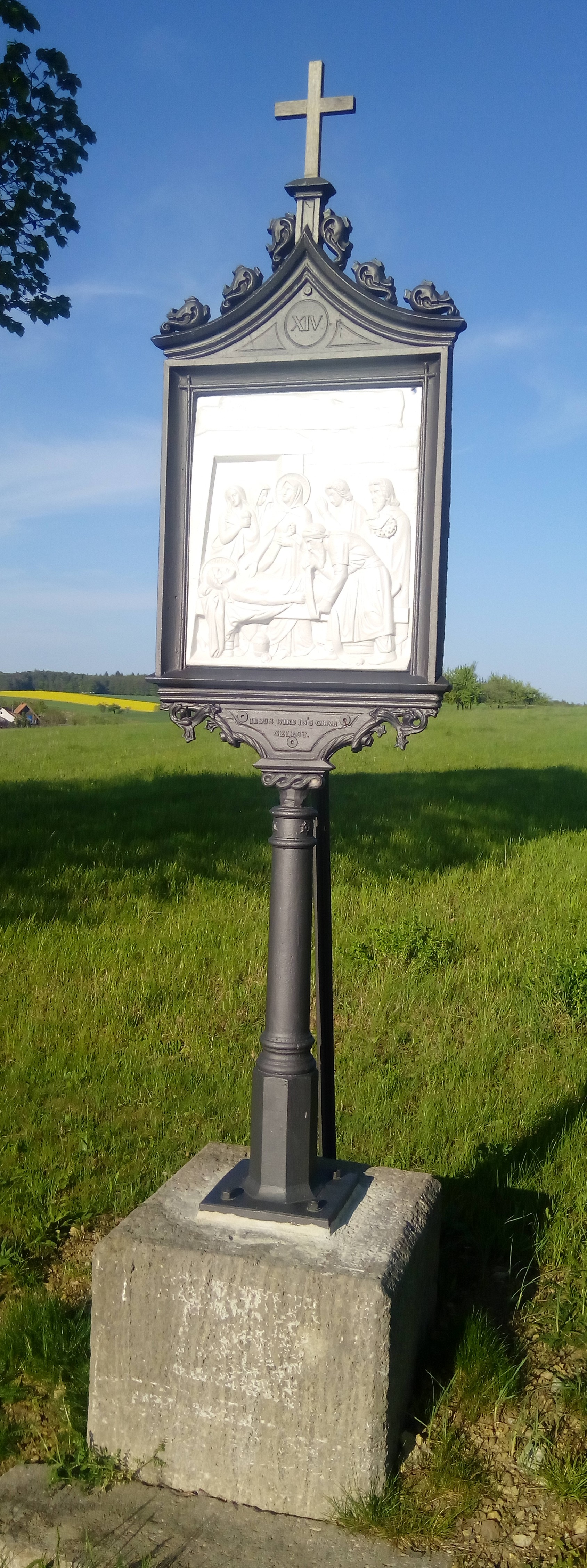
XIV. Jesus wird ins Grab gelegt

## Kapelle am Ende des Kreuzweges
Der Gerchsheimer Kreuzweg endet an der Kapelle Maria Königin des Friedens (auch Kriegergedächtniskapelle genannt).